# 体感!しだみ古墳群ミュージアム
体感!しだみ古墳群ミュージアム（たいかん!しだみこふんぐんミュージアム）は、愛知県名古屋市守山区にある考古博物館。

## 概要
「名古屋市志段味古墳群歴史の里」の中核施設として志段味古墳群の一角に整備されたガイダンス施設で、2019年（平成31年）4月1日に開館した。
愛称は「SHIDAMU（しだみゅー）」で、志段味古墳群の「SHIDAMI」とミュージアム (MUSEUM) の「MU」を合わせたものである。また、マスコットキャラクターに「しだみこちゃん」と付き人の「埴輪氏武（はにわうじたける）」がいる。
施設の敷地面積は73,951.71m2で、建物は建築面積1,229.38m2、延床面積1,560.02m2の鉄骨造2階建て。1階に志段味古墳群から出土した土器や埴輪を展示する展示室や収蔵庫、ミュージアムショップやカフェを備え、2階に埴輪や勾玉、管玉づくりなどの体験ができる体験活動室のほか、親子コーナー（こどもこふん）を備えている。

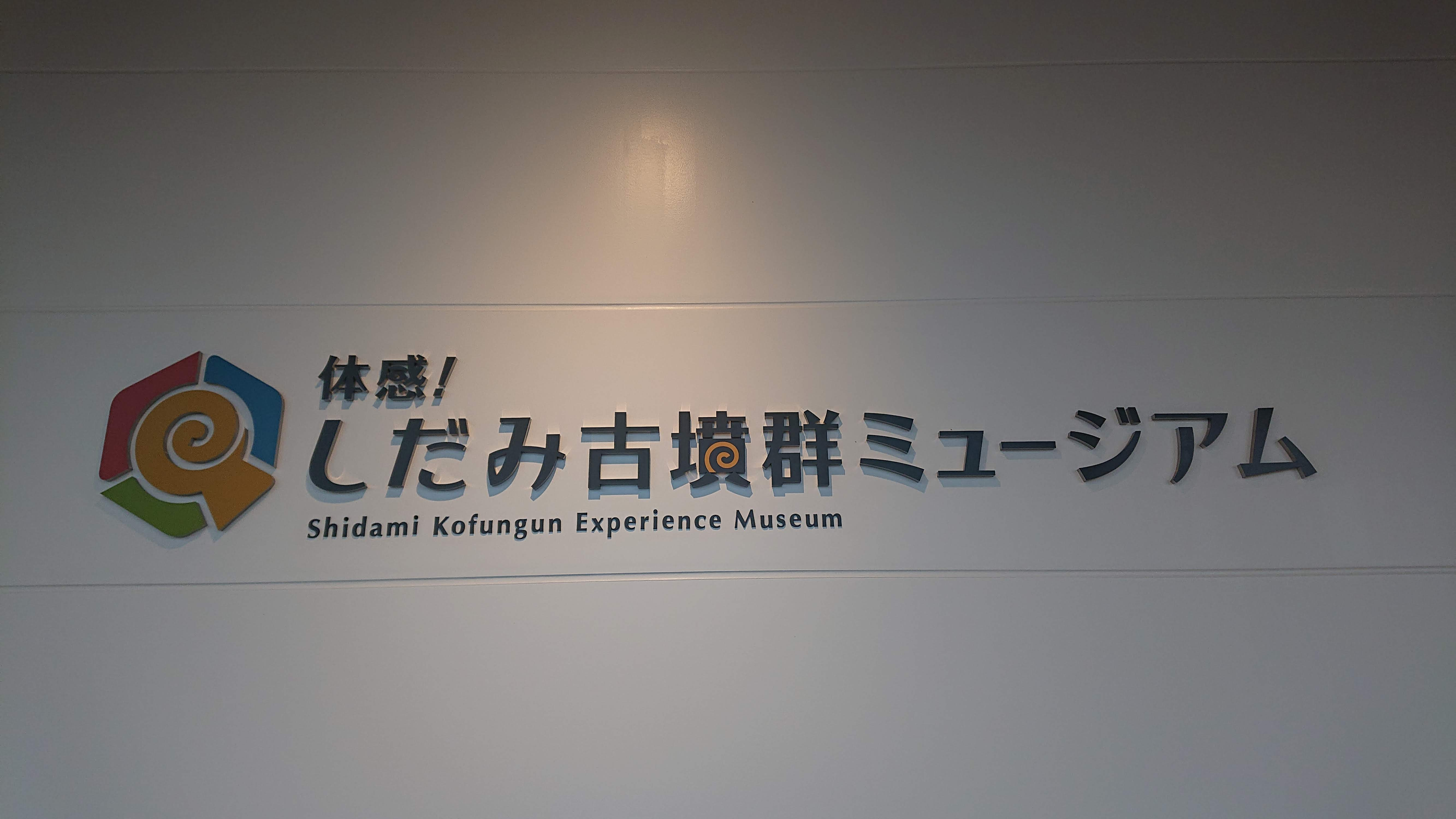
ロゴ
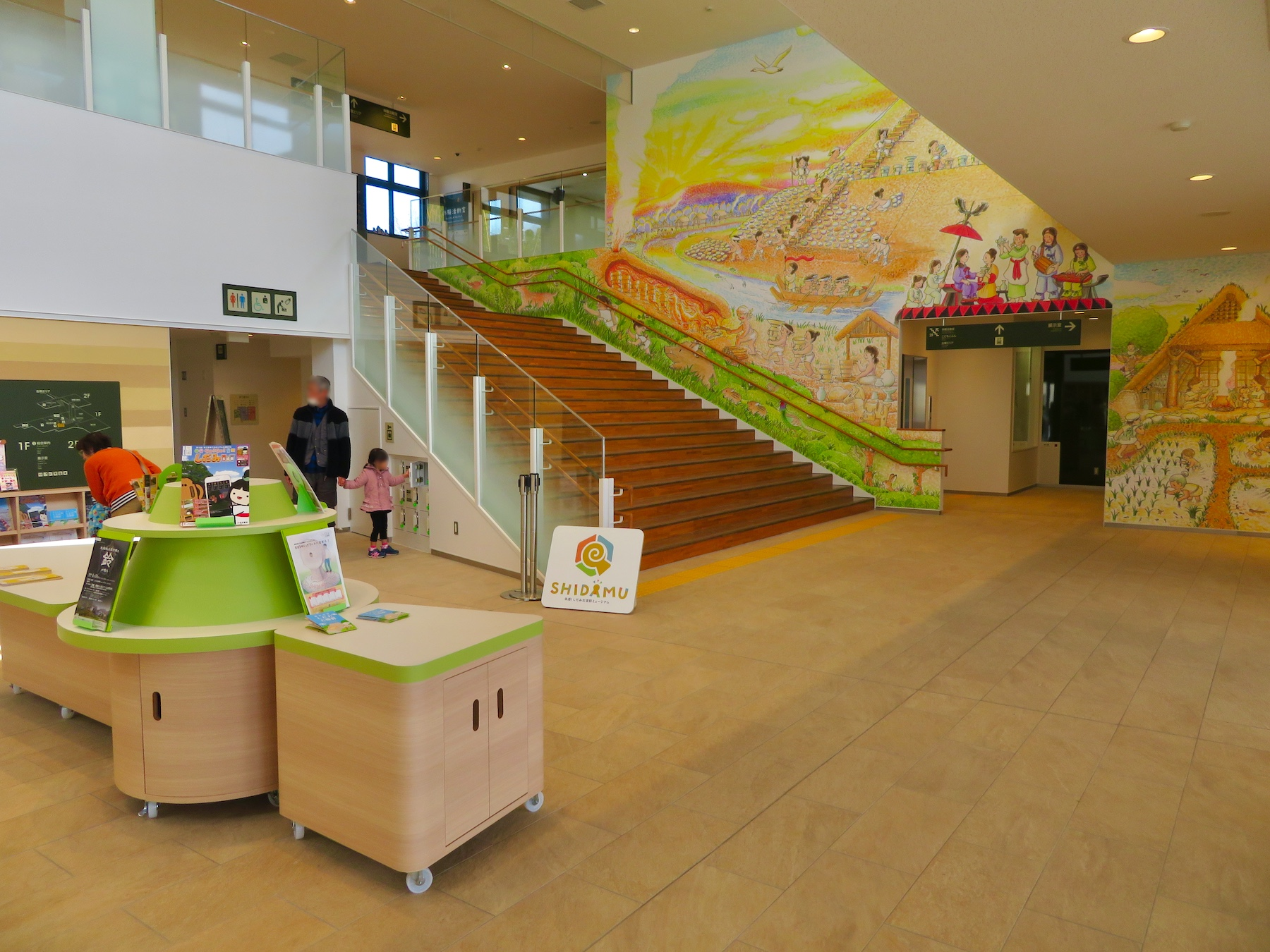
エントランス
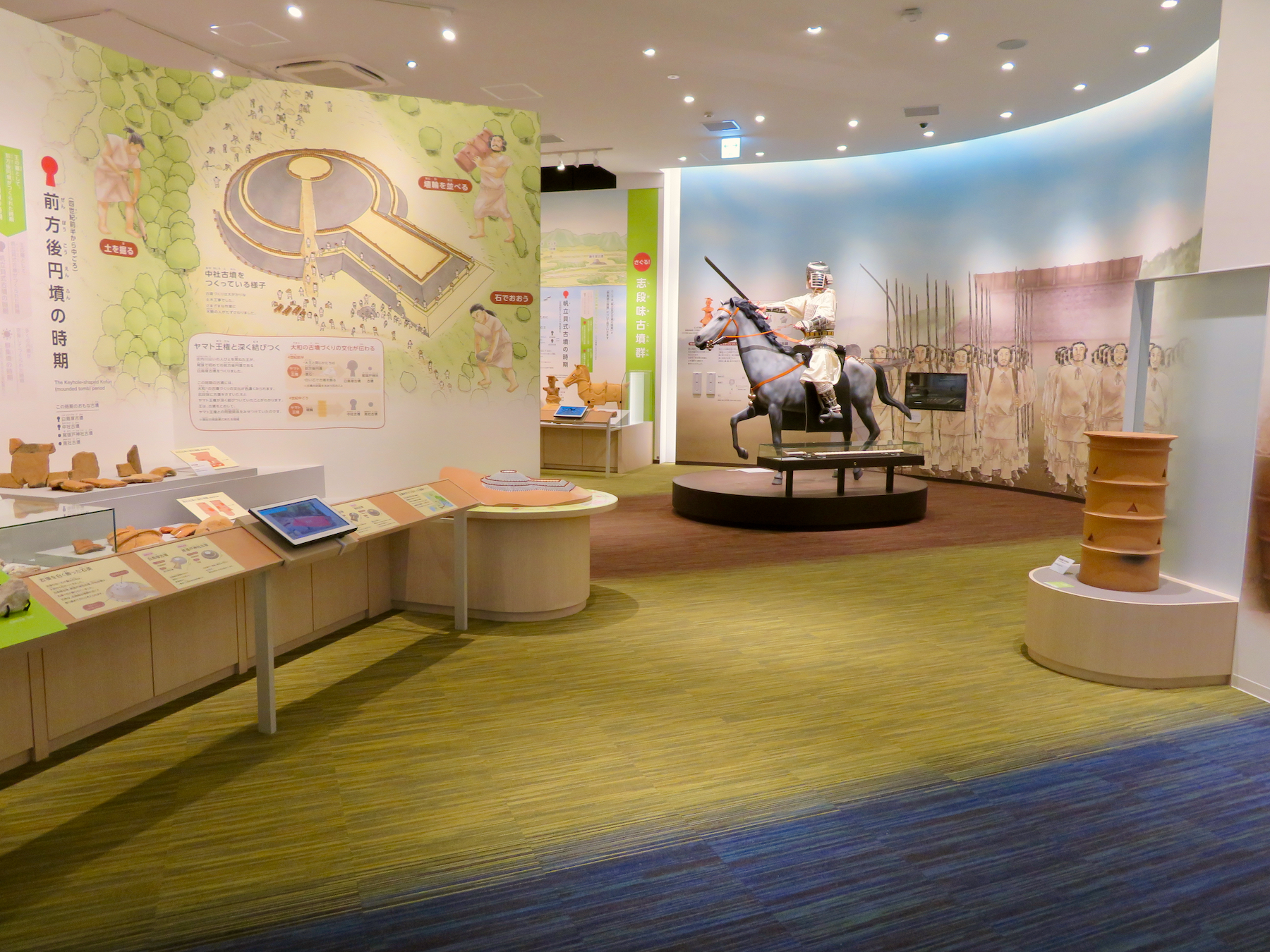
展示室
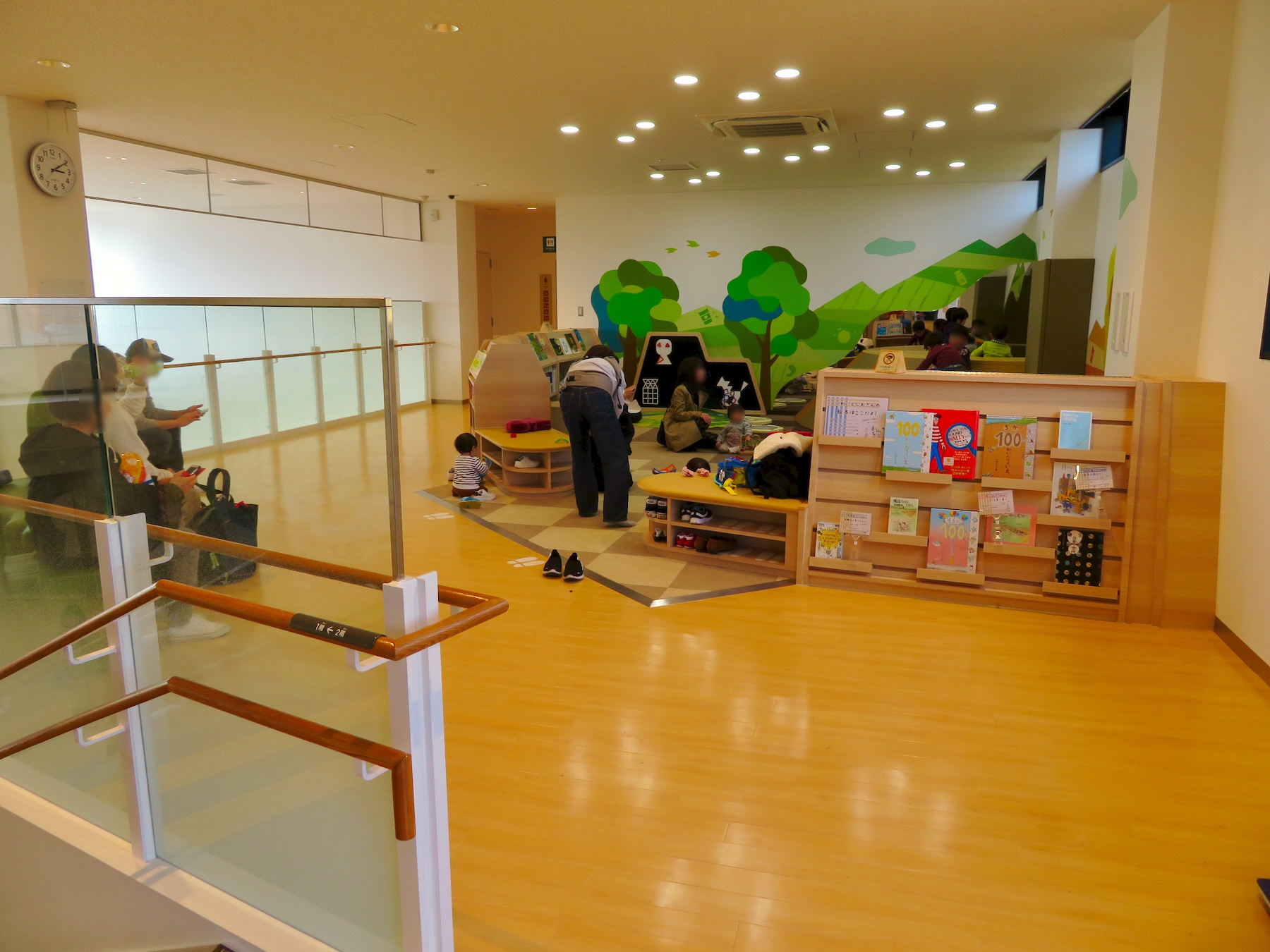
こどもこふん

## 交通アクセス
- 東名高速道路「守山スマートIC」より約10分
- JR中央本線・愛知環状鉄道「高蔵寺駅」下車。徒歩約25分
- 名古屋市営バス「勝手塚」バス停下車、徒歩約1分